# Leskeodon minusculus
Leskeodon minusculus är en bladmossart som beskrevs av Fleischer 1922. Leskeodon minusculus ingår i släktet Leskeodon och familjen Daltoniaceae. Inga underarter finns listade i Catalogue of Life.